# Американо-бахрейнские отношения
Американо-бахрейнские отношения — двусторонние отношения между США и Бахрейном. Дипломатические отношения между странами были установлены в 1971 году.

## История
В 1971 году США установили дипломатические отношения с Бахрейном после провозглашения им независимости от Великобритании. 21 сентября 1971 году было открыто посольство США в Манаме, а в 1974 году был назначен посол. В 1977 году было открыто посольство Бахрейна в Вашингтоне. Американский миссионерский госпиталь постоянно действовал в Бахрейне на протяжении более ста лет. Бахрейн играет ключевую роль в обеспечении региональной безопасности и является жизненно важным партнером США в оборонных инициативах. В Бахрейне располагается Пятый флот ВМС США, также эта страна участвует в военных операциях под руководством США. Бахрейнские вооружённые силы принимали участие в Афганской войне на стороне Международных сил содействия безопасности в Афганистане, обеспечивали безопасность периметра на военной базе. В 2002 году Бахрейн стал одним из основных союзников США вне НАТО.

## Экономические отношения
В 2006 году вступило в силу Соглашение о свободной торговле между странами, создав дополнительные коммерческие возможности для обеих стран. В 2014 году объем двусторонней торговли превысил 2 млрд. долларов США. Экспорт США в Бахрейн: машины, самолёты, транспортные средства, а также сельскохозяйственная продукция. Импорт США из Бахрейна: удобрения, алюминий, текстиль, одежда и органические химикаты.